# Пантоміма

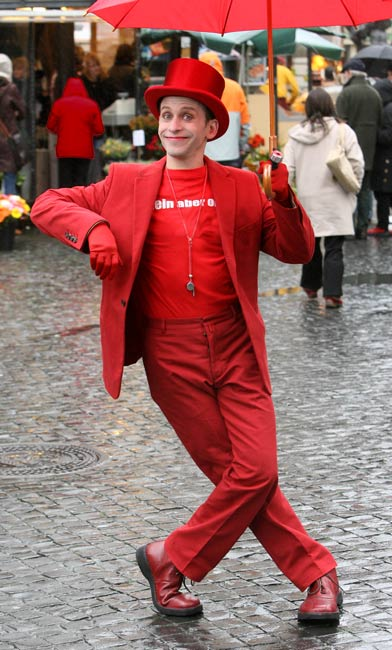
Pantomime Pablo Zibes

Пантомі́ма (від грец. παντόμῑμος — мімічний актор) — вид сценічного мистецтва, в якому художній образ створюється за допомогою міміки, жестів, пластики тіла тощо.

## Історія
Витоки пантоміми сходять до язичницьких релігійних ритуалів, до мистецтва давньогрецьких мімів. Як вид театру з'явилася в Римській імперії в епоху Августа. У середньовіччя пантоміма була заборонена церквою, але продовжувала жити в мистецтві мандрівних мімів, гистріонів, жонглерів, блазнів і менестрелів. Розцвіла в 16-18 ст. в імпровізаційній комедії дель арте, театрі бродячих італійських акторів, які включали у вистави безсловесну інтермедію. Першою пантомімою стала побутова (любовна) мелодрама, арлекінада. В 18-19 ст. арлекінада перетворилася в улюблений жанр французького балаганного театру.
У театрі нового часу пантоміма вперше з'явилася у вигляді театралізованого балету (пантоміма Д.Вівера в театрі «Друрі-Лейн» у Лондоні, 1702). Протягом 18 ст. існувала в театрах як інтермедії в антрактах трагедій і комедій, ставши предтечею водевілю. В 1750 пантоміма стала складовою частиною драматичного балету Ж. Ж. Новера.
Етапним у розвитку пантоміми стала творчість Ж. Г. Б. Дебюро в паризькому театрі «Фонамбюль» (1819), коли він вивів на підмостки П'єро, який став класичним персонажем пантоміми, а Дебюро поклав початок ліричній поетичній пантомімі.
Наприкінці 19 ст. пантоміма розвивається в європейських мюзик-холах і театрах мініатюр як окремі естрадні номери. В 20 ст. зародилася марсельська школа пантоміми на чолі з Л.Руффом. В Англії в трупі Ф.Карно вперше виступив Ч.Чаплін. У Німеччині пантомімою займався М.Рейнхардт.
Зліт пантоміми в другій половині 1950-х пов'язаний з появою безпредметної пантоміми на основі спадщини Дебюро. В 1933 Ж-Л.Барро став використати пластику як самодостатню мову. М. Марсо винайшов маску клоуна Біпа. Сучасний мім досконало володіє тілом і знає мову балету, він акробат, жонглер, драматичний артист.
На Русі пантоміма входила до складу багатьох народних ігор й обрядів, виступів блазнів. В 19 в. пантоміма ставилися на підмостках балаганів й у цирках. В 1910-х виразні засоби пантоміми привернули увагу режисера К. А. Марджанова, Н. Н. Евреинова, А. Я. Таїрова, В. Е. Мейєрхольда.

### Різновиди пантомім
Пантоміма може розігруватися як одним актором, так і колективом акторів із декораціями і сценарієм.
Крім того розрізняють такі різновиди:
- танцювальна — відбулася з культури первісного суспільства, збереглася в танцях багатьох народів;
- класична — з видовищ древньої Греції й Рима, з'єднує дію, музику, вірші;
- акробатична — прийшла зі східного театру, сполучається зі стрибками, жонглюванням;
- ексцентрична — будується на комічній ситуації з використанням гротескового реквізиту.

Два останніх види пантоміми активно використаються в цирку, існують також такі види циркових пантомім як батальна, зоопантоміма, пригодницька й водяна феєрія зі сценічними ефектами й масовими сценами.